# Hybridní vlákna
Hybridní vlákna (angl.: hybrid fibers, něm.: Hybridfasern) jsou (dosud) v odborné literatuře definována jako textilní materiály ze směsi různých polymerů (např. organických a anorganických).
Jediným známým průmyslově vyráběným vláknem tohoto druhu je Visil® finské firmy Sateri, které přišlo na trh v roce 1992. V první dekádě 21. století bylo plánováno zvýšení výrobní kapacity na 22 600 ročních tun. Výrobu visilu převzala v roce 2013 americká firma Kehlheim Fibres.

## Způsob výroby a vlastnosti visilu
Směs z celulózy s obsahem 30-33 % kyseliny křemičité se zahřívá na 500-1000 °C, pyrolyzuje a sintruje, celulóza shoří a vzniká keramické vlákno s hořlavostí 32 LOI, pevností 1,5-2 cN/dtex, tažností 20-27 % a navlhavostí 9-11%. Visil se vyrábí jako staplové vlákno s nepravidelným průřezem v jemnostech 1,7- 8,0 dtex v délkách 40-80 mm.

### Použití visilu
Jako možné použití se uvádí např. netkané bytové textilie, ochranné oděvy, filtry, těsnění a brzdová obložení.

## Hybridní vlákna přírodního původu
Vedle umělých vláken se asi od 70. let 20. století začalo se systematickým křížením bavlníků a s pěstováním hybridních bavln.
Indie začala v 70. letech jako první s pěstováním hybridní bavlny. Po počátečních úspěších se však dostavily značné ekonomické a sociální problémy (mimo jiné došlo do roku 2014 z ekonomických příčin k 23 000 sebevraždám farmářů). Asi o 20 let později se začali výzkumníci zabývat hybridní bavlnou také v USA  a v Číně. V roce 2016 tam obnášela sklizeň hybridní bavlny asi 109 000 tun (1,3 % z celkové sklizně), což zůstává daleko za očekávanými výsledky.
Hybrid ve smyslu kříženec je také např. „klasická“ kříženecká vlna (crossbred). Pro tu se však přívlastek „hybridní“ nepoužívá.